# 奶奶包隧道
奶奶包隧道，是位于中国四川省雅安市乌斯河镇的一条废弃隧道，曾是成昆铁路乌斯河站至尼日站段的一部分。1981年成昆铁路列车坠桥事故中的列车正是从该隧道向乌斯河站方向驶出后坠入河中，是为中国铁路历史上旅客伤亡最为惨重的事故。事故后的1984年，奶奶包隧道被关闭，隧道的铁轨等被拆除，但隧道仍留存至今。